# Johnsonpthirus heliosciuri
Johnsonpthirus heliosciuri – gatunek wszy z rodziny Polyplacidae. Powoduje wszawicę. Pasożytuje na gryzoniach z rodziny wiewiórkowatych takich jak: wiewiórka zaroślowa (Paraxerus palliatus), Paraxerus alexandri, Paraxerus boehmi, Paraxerus cepapi, Paraxerus ochraceus.
Samica wielkości 1,7 mm, samiec dużo mniejszy osiąga wielkość 1,0. U samców pierwszy segment anteny dłuższy niż u samic. Wszy te mają ciało silnie spłaszczone grzbietowo-brzusznie. Samica składa jaja zwane gnidami, które są mocowane specjalnym "cementem" u nasady włosa. Rozwój osobniczy trwa po wykluciu się z jaja około 14 dni. Występuje na terenie Afryki w Kenii, Mozambiku, Tanzanii, Zairze.